# Федунка (Шишацкий район)
Федунка (укр. Федунка) — село,
Федунский сельский совет,
Шишацкий район,
Полтавская область,
Украина.
Код КОАТУУ — 5325785201. Население по переписи 2001 года составляло 503 человека.
Является административным центром Федунского сельского совета, в который, кроме того, входят сёла
Белаши,
Зозули,
Мирошники,
Раевка и
Римиги.

## Географическое положение
Село Федунка находится на краю большого лесного массива (сосна).
На расстоянии в 1,5 км от сёл Гончары и Мирошники, в 2,5 км от села Сосновка.
По селу протекает пересыхающий ручей с запрудой.
Рядом проходит железная дорога, станция Федунка в 1-м км.

## Экономика
- Молочно-товарная ферма.
- «Федунка», ЗАО.

## Объекты социальной сферы
- Отсутствуют

## Достопримечательности
- Братская могила советских воинов.